# Sulfuril

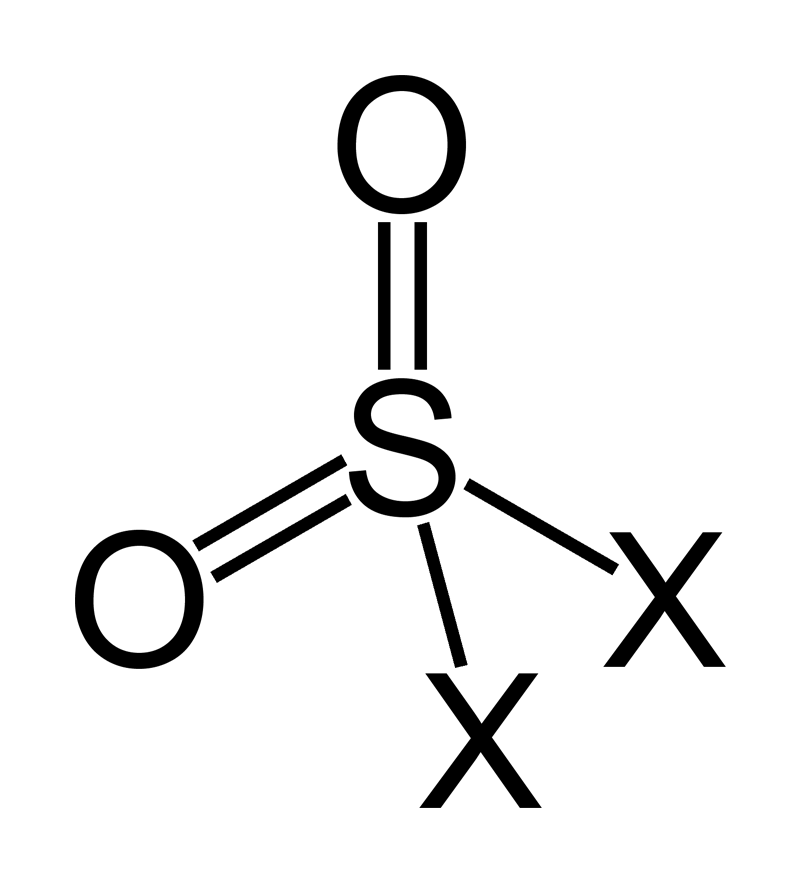
A estrutura química do grupo sulfuril.

Sulfuril ou sulfurila é um grupo funcional da química inorgânica constituído por um átomo de enxofre (S) em ligação covalente com dois átomos de oxigénio, formando um radical com fórmula O2SX2. Em química orgânica, este grupo é encontrado nas sulfonas, compostos com a forma geral RSO2R', onde recebe a designação de grupo sulfonil.
Ocorre em compostos como o cloreto de sulfuril (SO2Cl2) e fluoreto de sulfuril (SO2F2).